# Iridopsis silia
Iridopsis silia là một loài bướm đêm trong họ Geometridae.